# نوشابه امیری
نوشابه (حمیده) امیری (متولد ۳۱ اردیبهشت ۱۳۳۱) گوینده و روزنامه‌نگار اهل ایران است. او از ۱۰ سالگی (سال ۱۳۴۱) وارد رادیو و ۱۸ سالگی (سال ۱۳۴۹) به‌طور حرفه‌ای وارد دوبله شد. از کارهای پر آوازهٔ او، می‌توان به دوبلهٔ «لوسین» در کارتون بچه‌های آلپ، «کُنا» در کارتون سرندیپیتی، «استرلینگ» در رامکال و «جک» در خانواده دکتر ارنست اشاره کرد.

## زندگی
نوشابه امیری در سال ۱۳۳۱ به دنیا آمد. همسر وی هوشنگ اسدی منتقد فیلم و روزنامه‌نگار است. او لیسانس روزنامه‌نگاری و فوق لیسانس جامعه‌شناسی را دریافت کرده‌است. کار روزنامه‌نگاری را از سال ۱۳۵۰ شروع کرده و همچنین عضو شورای سردبیر نشریه گزارش فیلم از سال ۱۳۶۹، و مدیریت دوبلاژ سال ۱۳۶۹ بوده‌است. وی هم‌اکنون سردبیر روزنامه الکترونیکی ایرانیان در اروپا به نام روز آنلاین است.

## سوابق و فعالیت‌ها
نوشابه امیری را اولین خبرنگار زن ایرانی که با روح‌الله خمینی مصاحبه کرد می‌دانند. امیری به همراه همسرش اسدی از گردانندگان اصلی نشریهٔ موفق و پرمخاطب «گزارش فیلم» بودند.
در جلسات اکران ماه مجله گزارش فیلم به همراه بهروز رضوی، جلسات را برگزار می‌کردند. وی چندی پیش( سال ۱۳۸۲) به همراه همسرش در فرانسه اقامت کرد. نوشابه امیری یکی از نویسندگان پایگاه خبری روزآنلاین بود که انتشار آن در نخستین روز سال ۲۰۱۶ بعد از ۱۲ سال فعالیت و انتشار ۲۵۰۰ شماره به دلیل پایان بودجه متوقف شد.

## سایر فعالیت‌ها
گوینده برنامه کودک رادیو از ۱۳۴۱، کار در مطبوعات از ۱۳۵۱، فیلم نامه‌نویسی از ۱۳۶۵ و مدیریت دوبلاژ از ۱۳۶۸. امیری یکی از همکاران در تولید برنامه پرطرفدار مسابقه هفته هم بوده‌است.

### دوبله

#### سرپرست گویندگان
1. سه مرد عامی (۱۳۷۲)
2. مردی در آینه (۱۳۷۱)
3. مریم و می تیل (۱۳۷۱)
4. اتل متل توتوله (۱۳۷۰)
5. امید (۱۳۷۰)
6. تبعیدی‌ها (۱۳۷۰)
7. ساده لوح (۱۳۷۰)
8. شتابزده (۱۳۷۰)
9. سفر جادویی (۱۳۶۹)
10. مهاجران (۱۳۶۹)
11. کاکلی (۱۳۶۸)

#### فیلمنامه
1. دره شاپرک‌ها (۱۳۷۰)

#### گوینده
| نقش                                  | اثر                    | نکات                                           |
| ------------------------------------ | ---------------------- | ---------------------------------------------- |
| شوید                                 | باغچه سبزیجات          | ۱۹۶۸، انگلستان                                 |
| بکی تاچر (با بازی لوآن هاسلم)        | ماجراهای هاکلبری فین   | ۱۹۶۸ تا ۱۹۶۹، آمریکا                           |
| نقش‌های مختلف                         | هاچ زنبور عسل          | ۱۹۷۰، ژاپن                                     |
| جامپی کوچولو (خرگوش سفید)            | بامزی قوی‌ترین خرس جهان | ۱۹۷۲ سوئد - مدیر دوبلاژ: ژاله علو              |
| میشی (موش زرد)                       | موش کوهستان            | ۱۹۷۳، ژاپن - مدیر دوبلاژ: مهدی علیمحمدی        |
| سیندی                                | بارباپاپا              | ۱۹۷۳، فرانسه - مدیر دوبلاژ: امیرهوشنگ قطعه‌ای   |
| دنی                                  | خانواده دی             | ۱۹۷۴ تا ۱۹۷۵، آمریکا - مدیر دوبلاژ: صادق ماهرو |
| خرگوش کوچولو و نقش‌های مهمان          | پسر شجاع               | ۱۹۷۵، ژاپن - مدیر دوبلاژ: غلامعلی افشاریه      |
| اسکورپان شیردل (با بازی لارش سدردال) | برادران شیردل          | ۱۹۷۷، سوئد - مدیر دوبلاژ: خسرو خسروشاهی        |
| استرلینگ                             | رامکال                 | ۱۹۷۷، ژاپن - مدیر دوبلاژ: ژاله علو             |
| دانیل                                | پل کوچولو              | ۱۹۷۸، فرانسه                                   |
| میشا (بچه خرس)                       | دهکده حیوانات          | ۱۹۷۹، ژاپن - مدیر دوبلاژ: ژاله علو             |
| سی‌ید (برادر تام)                     | ماجراهای تام سایر      | ۱۹۸۰، ژاپن                                     |
| رَن                                   | افسانه توشیشان         | ۱۹۸۱، ژاپن - مدیر دوبلاژ: نوشابه امیری         |
| جک                                   | خانواده دکتر ارنست     | ۱۹۸۱، ژاپن - مدیر دوبلاژ: مهدی علیمحمدی        |
| نینو (برادر انریکو)                  | بچه‌های مدرسه والت      | ۱۹۸۱، ژاپن - مدیر دوبلاژ: بهرام زند            |
| کُنا                                  | جزیره ناشناخته         | ۱۹۸۳، ژاپن - مدیر دوبلاژ: ژاله علو             |
| لوسین                                | بچه‌های کوه آلپ         | ۱۹۸۳، ژاپن - مدیر دوبلاژ: هوشنگ مرادی          |
| تای (در کودکی)                       | سال‌های دور از خانه     | ۱۹۸۴–۱۹۸۳، ژاپن - مدیر دوبلاژ: ژاله علو        |
| نیک                                  | حنا دختری در مزرعه     | ۱۹۸۴، ژاپن - مدیر دوبلاژ: کنعان کیانی          |
| الفی                                 | الفی اتکینز            |                                                |
| جیم                                  | جیم و مادربزرگ         | نمایش عروسکی                                   |
| امید همایون                          | پاک‌باخته               | ۱۳۵۵، ایران - سرپرست گویندگان: منوچهر زمانی    |
| زهرا                                 | زهره و زهرا            | ۱۳۶۹ تا ۱۳۷۱، ایران                            |

#### کتاب
- جدال با جهل (۱۳۸۸)